# 大阪薫英女子短期大学
大阪薫英女子短期大学（おおさかくんえいじょしたんきだいがく、英語: Osaka Kun-ei Women’s Junior College）は、大阪府摂津市正雀1-4-1に本部を置いていた日本の私立大学である。1966年に設置され、2013年に廃止された。大学の略称は薫英。

## 概観

### 大学全体
- 大阪府摂津市に所在した日本の私立短期大学で、設置主体は学校法人薫英学園[1]。
- 1966年に薫英女子短期大学として開学。1986年度より臨時定員増あり、以後2学科5専攻まで拡大するも、最終的には2学科に短縮。
- 2011年度の入学生を最後に[注釈 2]、2013年に短期大学としての使命を終える[注釈 3]。

### 建学の精神（校訓・理念・学是）
- 大阪薫英女子短期大学における建学の精神は「敬・信・愛」となっている。

### 教育および研究
- 大阪薫英女子短期大学には、保育者を育てる児童教育学科と栄養士を育成する生活科学科があった。児童教育学科では、短期大学附属かおり幼稚園での｢教育実習｣も行なわれていた。

### 学風および特色
- 大阪薫英女子短期大学は、少人数教育が行われていた。

## 沿革
- 1931年
  - 各種学校薫英女子学院が創設される
- 1941年
  - 薫英高等女学院に改組
- 1966年
  - 1月25日 左記を以て文部省[注 2]より短期大学の設置が認可される[4]
  - 4月1日 三島郡三島町[注 3]正音寺にて薫英女子短期大学（くんえいじょしたんきだいがく）として以下の学科体制にて開学[5]。
    - 家政科 入学定員80名[6]

  - 5月1日 学生数[7]/定員
    - 家政科 71[注釈 4]/80
- 1967年
  - 4月1日 以下の学科を増設する[注釈 5]。
    - 児童教育科 入学定員50名[注 4]

  - 同 家政科を以下の通り専攻分離する[注釈 5]。
    - 家政専攻 入学定員30名[注釈 6]
    - 食物栄養専攻 入学定員50名[注釈 6]

  - 5月1日 学生数[12]/定員
    - 家政科 122[注釈 4]/160
    - 児童教育科 50[注釈 4]/100

  - 10月1日 大阪薫英女子短期大学と改称[13]
- 1976年
  - 4月1日 以下、学科名の変更あり[14]。
    - 家政科→家政学科
    - 児童教育科→児童教育学科[注 5]。
    - 初等教育専攻 入学定員50名
    - 幼児教育専攻 入学定員50名

  - 5月1日 学生数[17]/定員
    - 家政学科 214[注釈 4]/160
    - 児童教育学科 453[注釈 4]/150
- 1986年
  - 4月1日 学科の入学定員増を以下の通り行う[注 6]。
    - 家政学科家政専攻 30→200
    - 児童教育学科初等教育専攻 50→100

  - 5月1日 学生数[22]/定員
    - 家政学科 558[注釈 4]/380
    - 児童教育学科 538[注釈 4]/250
- 1992年
  - 5月1日 学生数[注 7]/定員
    - 家政学科 1,038[注釈 4]/600
    - 児童教育学科 522[注釈 4]/300
- 1996年
  - 4月1日 学科及び専攻の名称に一部変更あり[25]。
    - 家政学科→生活科学科
      - 家政専攻→生活科学専攻

  - 同 児童教育学科の各専攻について入学定員の変更あり[25]。
    - 初等教育専攻 100→50
    - 幼児教育専攻 50→100

  - 5月1日 学生数[26]/定員
    - 生活科学科 876[注釈 4]/600
    - 児童教育学科 471[注釈 4]/300
- 1998年
  - 4月1日 生活科学科に以下の課程を増設する[27]。
    - 生活福祉専攻 入学定員60名[注 8]。

  - 5月1日 学生数[28]/定員
    - 生活科学科 586[注釈 4]/600
    - 児童教育学科 400[注釈 4]/300
- 1999年
  - 5月1日 学生数[29]/定員
    - 生活科学科 632[注釈 4]/600
    - 児童教育学科 397[注釈 4]/300
- 2000年
  - 4月1日 以下については、この年度で学生募集を最終とする[注 9]
    - 生活科学科生活科学専攻
- 2001年
  - 4月1日 生活科学科食物栄養専攻の入学定員を50→100に増員[30]。
- 2003年
  - 3月31日 以下については左記をもって正式に廃止とする[31]。
    - 生活科学科生活科学専攻
- 2004年
  - 4月1日 以下については、この年度で学生募集を最終とする[注 10]
    - 生活科学科生活福祉専攻
- 2005年
  - 4月1日 この年度の入学生より、生活科学科食物栄養専攻を生活科学科と改称[32]。
- 2006年
  - 4月1日 以下については、この年度で学生募集を最終とする[注 11]。
    - 児童教育学科初等教育専攻

  - 9月30日 以下については左記をもって正式に廃止とする[33]。
    - 生活科学科生活福祉専攻

  - 3月31日 以下については左記をもって正式に廃止とする[33]。
    - 生活科学科食物栄養専攻
- 2007年
  - 4月1日 学科の入学定員を以下の通り変更する[33]。
    - 生活科学科 160→100
    - 児童教育学科幼児教育専攻 100→200
- 2008年
  - 3月31日 以下については左記をもって正式に廃止とする[34]。
    - 児童教育学科初等教育専攻
- 2009年
  - 4月1日 以下、入学定員減あり[35]。
    - 生活科学科 100→60
    - 児童教育学科幼児教育専攻 200→150
- 2010年
  - 4月1日 生活科学科を健康栄養学科に改称[36]。
- 2011年
  - 4月1日 短期大学としての学生募集を最終とする[注釈 2]。
- 2013年
  - 12月18日 左記をもって正式に廃止とする[注釈 3]。

## 基礎データ

### 所在地
- 大阪府摂津市正雀1-4-1[注釈 1]

### 交通アクセス
- 阪急京都本線正雀駅下車（徒歩約5分）
- JR京都線（東海道線）岸辺駅下車（徒歩約10分）
- 大阪モノレール摂津駅下車（徒歩約15分）

### 象徴
- 右記資料を参照のこと[注 12]

## 教育および研究

### 組織

#### 学科
- 児童教育学科幼児教育専攻 入学定員150名[注釈 7]
- 健康栄養学科 入学定員60名[注釈 7]

##### 過去の学科体制
- 児童教育学科
  - 初等教育専攻 入学定員50名[注 13]
  - 幼児教育専攻
- 生活科学科
  - 生活科学専攻 入学定員140名[注 14]
  - 食物栄養専攻→健康栄養学科
  - 生活福祉専攻 入学定員60名[注 15]

#### 専攻科
- なし

#### 別科
- なし

##### 取得資格について
- 保育士資格・幼稚園教諭二種免許状が児童教育学科幼児教育専攻にて取得できる[注 16]とされていた。
- 栄養士資格の課程が生活科学科に設置されていた[注 17]
- かつては、中学校教諭二種免許状（家庭）が過去にあった生活科学専攻[45] に、介護福祉士資格が生活福祉専攻にてそれぞれ設置されていた[44]。

### 研究
- 『薫英女子短期大学研究報告』[46]
- 『大阪薫英女子短期大学研究紀要』[47]
- 『大阪薫英女子短期大学児童教育学科研究誌』[48]

### 教育
- 現代的教育ニーズ取組支援プログラム
  - 「遊び力を育成する地域貢献型の保育者養成」において2007年度に採択されている。

## 学生生活

### 部活動・クラブ活動・サークル活動
- 大阪薫英女子短期大学のクラブ活動
  - 体育系：バスケットボール・バレーボール・陸上競技・バドミントン・ダンスほか
  - 文化系：児童・料理ほか

### 学園祭
- 大阪薫英女子短期大学の学園祭は「秋桜祭」と呼ばれ、毎年、概ね10月に行われていた。

### スポーツ
- 陸上競技部が、全日本大学女子駅伝にて上位入賞している。
- バスケットボール部が、関西女子大学バスケットボールリーグ戦で3位の成績となったことがある。

## 大学関係者と組織

### 大学関係者一覧

#### 大学関係者
- 肥塚隆（元学長）

#### 出身者
- 山本量子：ラジオパーソナリティ
- 桜井ういよ：タレント、声優、ナレーター
- 堀部涼子：バスケットボール選手
- 岩村裕美：バスケットボール選手
- 北川智奈美：バスケットボール選手
- 橋本和子：バスケットボール選手
- 川原麻耶：バスケットボール選手

## 施設

### キャンパス
- 1号館・2号館・3号館・4号館・5号館があった。図書館には、およそ100,000冊の蔵書があった。

### 寮
- 大阪薫英女子短期大学には「かおり寮」寮と称した学生寮があった。

## 対外関係

### 系列校
- 大阪薫英女学院中学校・高等学校
- 大阪人間科学大学

## 社会との関わり
- 公開講座を行っている。
- 2008年 生活科学科の学生が、摂津市教育委員会、大阪府茨木保健所の共催による食育推進プロジェクト・「すっきりスリム！アクティブ父さん」応援事業に参加している。

## 附属学校
- 大阪薫英女子短期大学附属かおり幼稚園